# Ulica Pomorska (oddział Muzeum Historycznego Miasta Krakowa)
Ulica Pomorska – oddział Muzeum Historycznego Miasta Krakowa przy ulicy Pomorskiej 2 w Krakowie jest filią Fabryki Emalia Oskara Schindlera.
Oddział istnieje od 1981 w Domu Śląskim, gdzie podczas II wojny światowej mieściła się siedziba Gestapo wraz znajdującym się w podziemiach aresztem tymczasowym. Świadectwem tamtych czasów są napisy wykonane przez więźniów na ścianach cel. Muzeum składa się z trzech części:
- Dawne cele Gestapo – obejmuje pomieszczenia byłego aresztu tymczasowego, znajdujące się w piwnicach Domu Śląskiego.
- Wystawa stała – prezentująca historię Krakowa – z perspektywy losów ludzkich, oprawców i ofiar – w latach terroru 1939–1945–1956[3]. Składa się ona z trzech części ułożonych chronologicznie. W pierwszej zaprezentowano działalność Towarzystwa Obrony Zachodnich Kresów Polski do 1939, z inicjatywy którego powstał gmach Domu Śląskiego. Druga część ekspozycji dotyczy okresu okupacji niemieckiej. Trzecią poświęcono czasom stalinizmu do roku 1956.
- Wirtualne archiwum – zawiera informacje na temat ofiar represji obu prezentowanych na wystawie stałej systemów totalitarnych[4] i jest dostępne także online.

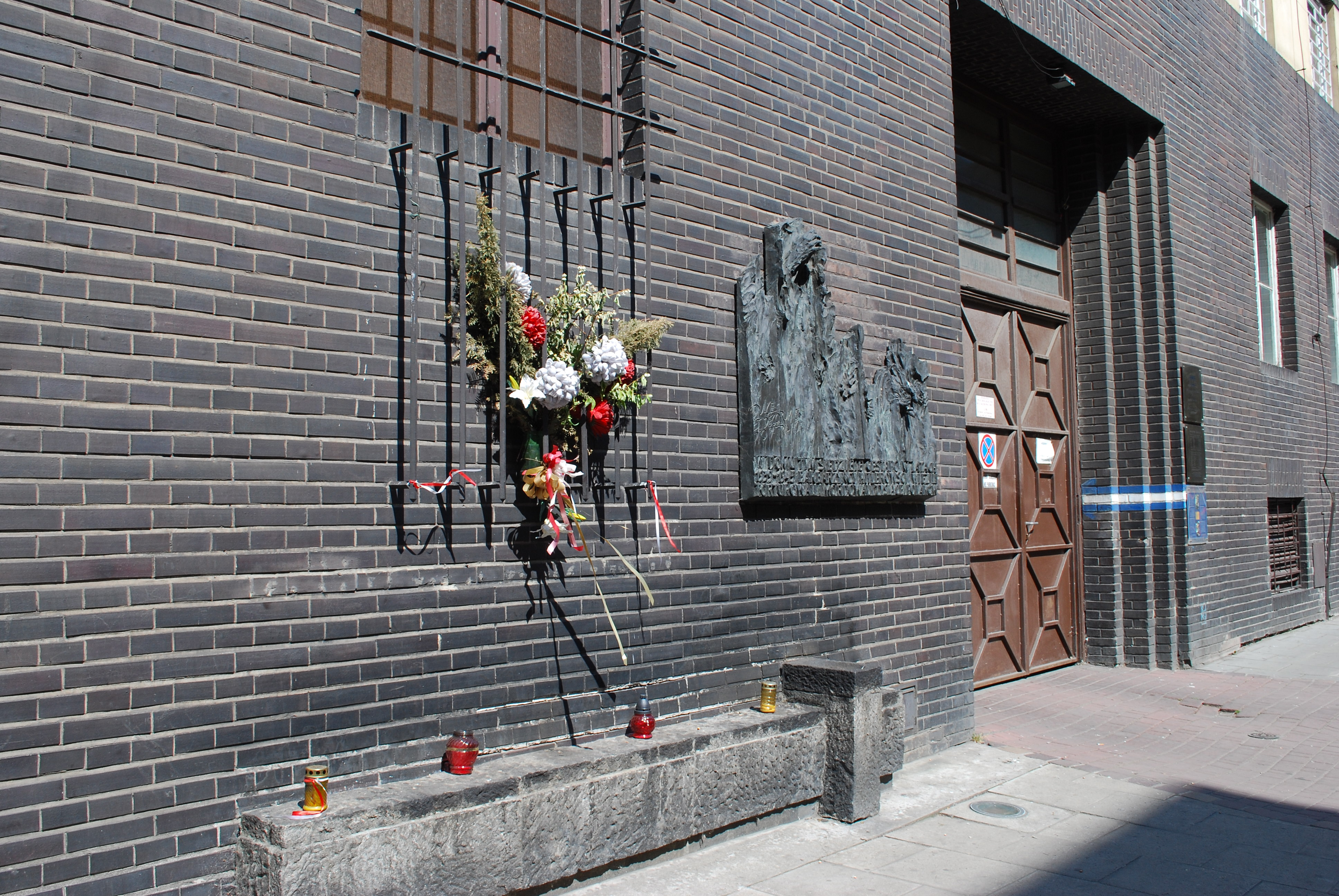
Pamiątkowa tablica na ścianie budynku

Ulica Pomorska wraz z Apteką pod Orłem oraz Fabryką Schindlera tworzy krakowską Trasę Pamięci. W miejscu tym realizowane są w ciągu roku dwa wydarzenia upamiętniające ofiary II wojny światowej: Dni Pamięci Ofiar Gestapo oraz Pamiętaj z nami.